# Virginia Slims Championships marzo 1986
Il Virginia Slims Championships del marzo 1986 è stato un torneo di tennis femminile che si è giocato al Madison Square Garden di New York negli USA dal 17 al 23 marzo su campi in sintetico indoor. È stata la 15ª edizione del torneo di fine anno di singolare, la 10a del torneo di doppio.

## Campionesse

### Singolare
Martina Navrátilová ha battuto in finale  Hana Mandlíková con il punteggio di 6–2, 6–0, 3–6, 6–1

### Doppio
Hana Mandlíková /  Wendy Turnbull hanno battuto in finale  Claudia Kohde Kilsch /  Helena Suková con il punteggio di 6–4, 6(4)–7, 6–3